# Championnat de Hongrie de football 2016-2017
Navigation
OTP Bank Liga 2015-2016 OTP Bank Liga 2017-2018
La saison 2016-2017 du Championnat de Hongrie de football (en hongrois OTP Bank Liga) est la 118e édition du championnat de première division de Hongrie (NB I). Cette compétition regroupe douze équipes, qui s'affronteront lors de 33 journées. En fin de saison, les deux derniers du classement sont relégués et remplacés par les deux meilleurs clubs de deuxième division.
À la fin de la saison précédente, les équipes Puskás Akadémia FC et Békéscsabai 1912 Előre sont rétrogradées en seconde division (NB II) et remplacées par Mezőkövesd-Zsóry SE et Gyirmót SE.

## Participants
Légende des couleurs
- Deuxième tour de qualification de la Ligue des champions 2016-2017
- Premier tour de qualification de la Ligue Europa 2016-2017
- Promu de Nemzeti Bajnokság II 2015-2016

| Club                 | Ville          | Dernière montée | Classement 2015-2016 | Entraîneur         | Stade                    | Capacité théorique |
| -------------------- | -------------- | --------------- | -------------------- | ------------------ | ------------------------ | ------------------ |
| Ferencvárosi TC      | Budapest       | 2009            | 1                    | Thomas Doll        | Groupama Arena           | 23 700             |
| Videoton FC          | Székesfehérvár | 2000            | 2                    | Henning Berg       | Stade Sóstói             | 14 300             |
| Debrecen VSC         | Debrecen       | 1993            | 3                    | Leonel Pontes (en) | Nagyerdei Stadion        | 20 340             |
| MTK Budapest FC      | Budapest       | 2012            | 4                    | Vaszilisz Teodoru  | Stade József Bozsik      | 9 500              |
| Szombathelyi Haladás | Szombathely    | 2008            | 5                    | Géza Mészöly       | Stade de Rohonci út      | 9 500              |
| Újpest FC            | Budapest       | 1912            | 6                    | Nebojša Vignjević  | Stade Ferenc Szusza      | 13 501             |
| Paksi SE             | Paks           | 2006            | 7                    | Aurél Csertői      | PSE Stadion              | 4 950              |
| Budapest Honvéd      | Budapest       | 2004            | 8                    | Marco Rossi        | Stade József Bozsik      | 9 500              |
| Diósgyőri VTK        | Miskolc        | 2011            | 9                    | Ferenc Horváth     | DVTK Stadion             | 11 398             |
| Vasas SC             | Budapest       | 2015            | 10                   | Michael Oenning    | Illovszky Rudolf Stadion | 9 000              |
| Gyirmót SE           | Győr           | 2016            | 1 (D2)               | István Urbányi     | Alcufer Stadion          | 4 000              |
| Mezőkövesd-Zsóry SE  | Mezőkövesd     | 2016            | 2 (D2)               | Attila Pintér      | Városi Stadion           | 5 000              |

## Compétition

### Classement
Le barème utilisé pour établir le classement est le suivant : 
- Victoire : 3 points
- Nul : 1 point
- Défaite : 0 point

| Rang | Équipe                | Pts | J  | G  | N  | P  | Bp | Bc | Diff |
| ---- | --------------------- | --- | -- | -- | -- | -- | -- | -- | ---- |
| 1    | Budapest Honvéd FC    | 65  | 33 | 20 | 5  | 8  | 55 | 30 | +25  |
| 2    | Videoton FC           | 62  | 33 | 18 | 8  | 7  | 65 | 28 | +37  |
| 3    | Vasas SC              | 52  | 33 | 15 | 7  | 11 | 50 | 40 | +10  |
| 4    | Ferencvárosi TC T     | 52  | 33 | 14 | 10 | 9  | 54 | 44 | +10  |
| 5    | Paksi SE              | 45  | 33 | 11 | 12 | 10 | 41 | 37 | +4   |
| 6    | Szombathelyi Haladás  | 43  | 33 | 12 | 7  | 14 | 42 | 46 | -4   |
| 7    | Újpest FC             | 42  | 33 | 10 | 12 | 11 | 47 | 51 | -4   |
| 8    | Debrecen VSC          | 41  | 33 | 11 | 8  | 14 | 42 | 46 | -4   |
| 9    | Mezőkövesd-Zsóry SE P | 40  | 33 | 10 | 10 | 13 | 39 | 54 | -15  |
| 10   | Diósgyőri VTK         | 37  | 33 | 10 | 7  | 16 | 39 | 58 | -19  |
| 11   | MTK Budapest FC       | 37  | 33 | 8  | 13 | 12 | 26 | 36 | -10  |
| 12   | Gyirmót SE P          | 24  | 33 | 5  | 9  | 19 | 21 | 51 | -30  |

|  | Qualification pour la Ligue des champions de l'UEFA 2017-2018                      |
|  | Qualification pour la Ligue Europa 2017-2018                                       |
|  | Relégation en deuxième division                                                    |
|  | T : Tenant du titre C : Vainqueur de la Coupe de Hongrie 2016-2017 P : Promu de D2 |

## Bilan de la saison
| Championnat de Hongrie de football 2016-2017                        |                    |
| Champion                                                            | Budapest Honvéd    |
| Qualifications continentales                                        |                    |
| Ligue des champions de l'UEFA 2016-2017                             | Budapest Honvéd    |
| Ligue Europa 2016-2017                                              | Videoton FC        |
| Ligue Europa 2016-2017                                              | Vasas SC           |
| Ligue Europa 2016-2017                                              | Ferencvárosi TC    |
| Promotions et relégations                                           |                    |
| Promus en Championnat de Hongrie de football                        | Puskás Akadémia FC |
| Promus en Championnat de Hongrie de football                        | Balmazújvárosi FC  |
| Relégués en Championnat de Hongrie de football de deuxième division | Gyirmót SE         |
| Relégués en Championnat de Hongrie de football de deuxième division | MTK Budapest FC    |

### Statistiques
- Meilleure attaque : Videoton FC (65 buts marqués)
- Meilleure défense : Videoton FC (28 buts encaissés)
- Plus large victoire à domicile : 5 buts d'écart
  - 5-0 lors de Honved - MTK le 17 septembre 2016
  - 5-0 lors de Paksi - Mezőkövesd-Zsóry le 25 février 2017
- Plus large victoire à l'extérieur : 4 buts d'écart
  - 0-4 lors de Gyirmót - Videoton le 7 août 2016
  - 0-4 lors de Gyirmót - Honved le 3 décembre 2016
  - 1-5 lors de Mezőkövesd-Zsóry - Honved le 6 mai 2017
- Plus grand nombre de spectateurs dans une rencontre : 11 760 spectateurs lors de Ferencvaros - Ujpest le 24 septembre 2016
- Plus petit nombre de spectateurs dans une rencontre : 316 spectateurs lors de MTK - Szombathelyi-Haladás le 7 août 2016

### Meilleurs buteurs
| Rang | Buteur           | Club        | Buts |
| ---- | ---------------- | ----------- | ---- |
| 1    | Márton Eppel     | Honvéd      | 16   |
| 2    | Marko Šćepović   | Videoton FC | 13   |
| 3    | Enis Bardhi      | Újpest      | 12   |
| 4    | Dániel Böde      | Ferencváros | 11   |
| 4    | Davide Lanzafame | Honvéd      | 11   |
| 4    | László Bartha    | Paks        | 11   |
| 4    | David Williams   | Haladás     | 11   |